# 辛流形
微分几何中，辛流形是装备了闭非退化2-形式ω的光滑流形M，ω称为辛形式。辛流形的研究称为辛几何或辛拓扑。辛流形作为经典力学和分析力学中流形的余切丛自然出现，例如在经典力学的哈密顿表述中（这该领域的主要动机之一），系统所有可能构型的空间可以用流形建模，流形的余切丛描述了该系统的相空间。
一个辛流形上的任何实值可微函数H可以用作一个能量函数或者叫哈密顿量。和任何一个哈密顿量相关有一个哈密顿向量场；该哈密顿向量场的积分曲线是哈密顿-雅可比方程的解。哈密顿向量场定义了辛流形上的一个流场，称为哈密顿流场或者叫辛同胚。根据刘维尔定理，哈密顿流保持相空间的体积形式不变。

## 动机
辛流形来自经典力学，是封闭系统相空间的推广。哈密顿方程可从微分方程组推导系统的时间演化，辛形式也可从哈密顿函数H的微分dH得到描述系统流的向量场。因此需要线性映射{\displaystyle TM\rightarrow T^{*}M}，从切流形{\displaystyle TM}到余切流形{\displaystyle T^{*}M}；或等价地，{\displaystyle T^{*}M\otimes T^{*}M}的元素。令{\displaystyle \omega }表示{\displaystyle T^{*}M\otimes T^{*}M}的截面，{\displaystyle \omega }非退化的要求确保了对每个微分{\displaystyle dH}，都有唯一对应的向量场{\displaystyle V_{H}}使{\displaystyle dH=\omega (V_{H},\cdot )}。由于我们希望哈密顿量沿流线是常值，所以应有{\displaystyle \omega (V_{H},V_{H})=dH(V_{H})=0}，说明{\displaystyle \omega }是交替形式，因此是2形式。最后，我们要求{\displaystyle \omega }在流线作用下不变，即{\displaystyle \omega }沿{\displaystyle V_{H}}的李导数为零。应用嘉当同伦公式，这相当于（此处{\displaystyle \iota _{X}}表示内积）：
{\displaystyle {\mathcal {L}}_{V_{H}}(\omega )=0\;\Leftrightarrow \;\mathrm {d} (\iota _{V_{H}}\omega )+\iota _{V_{H}}\mathrm {d} \omega =\mathrm {d} (\mathrm {d} \,H)+\mathrm {d} \omega (V_{H})=\mathrm {d} \omega (V_{H})=0}
这样，当对不同光滑函数H重复这过程，使相应的{\displaystyle V_{H}}在每点上张成切空间，便能发现任意光滑的H对应的{\displaystyle V_{H}}流的李导数为零，等同于说ω是闭的。

## 定义
光滑流形M上的辛形式是闭非退化微分2形式{\displaystyle \omega }。当中，非退化是指对每个点{\displaystyle p\in M}，由{\displaystyle \omega }定义的切空间{\displaystyle T_{p}M}中的斜对称对非退化。也就是说，若{\displaystyle \exists X\in T_{p}M}，使得{\displaystyle \omega (X,Y)=0,\ \forall Y\in T_{p}M}，则{\displaystyle X=0}。奇数维度下，斜对称矩阵总是奇异的，所以{\displaystyle \omega }非退化意味着M只能是偶数维。闭条件意味着{\displaystyle \omega }的外导数为零。辛流形是一对{\displaystyle (M,\omega )}，其中M是光滑流形，{\displaystyle \omega }是辛形式。赋予M以辛形式，称作赋予M辛结构。

## 体积形式
从定义可以直接得到每个辛流形M都是偶数维2n，这是因为{\displaystyle \omega ^{n}}是无处为0的形式，辛体积形式。由此可以得到，每个辛流形是有一个标准的定向的，并且有一个标准的测度，刘维尔测度（经常重整为{\displaystyle \omega ^{n}/n!}）。

## 例子

### 辛向量空间
令{\displaystyle \{v_{1},\ldots ,v_{2n}\}}为{\displaystyle \mathbb {R} ^{2n}}的基，在其上定义辛形式ω：
{\displaystyle \omega (v_{i},v_{j})={\begin{cases}1&j-i=n{\text{ with }}1\leqslant i\leqslant n\\-1&i-j=n{\text{ with }}1\leqslant j\leqslant n\\0&{\text{otherwise}}\end{cases}}}
这样，辛形式简化为二次型。用{\displaystyle I_{n}}表示n阶单位矩阵，则二次型矩阵Ω将由2n阶方阵给出：
{\displaystyle \Omega ={\begin{pmatrix}0&I_{n}\\-I_{n}&0\end{pmatrix}}.}

### 余切丛
令Q为n维光滑流形，则余切丛{\displaystyle T^{*}Q}的总空间具有自然辛形式，称作庞加莱2形式，或正规辛形式
{\displaystyle \omega =\sum _{i=1}^{n}dp_{i}\wedge dq^{i}}
其中{\displaystyle (q^{1},\ldots ,q^{n})}是Q上的任意局部坐标，{\displaystyle (p_{1},\ldots ,p_{n})}是关于切向量{\displaystyle dq^{1},\ldots ,dq^{n}}的纤维坐标。余切丛是经典力学的自然相空间。区分上下索引的关键在于流形有没有度量张量，黎曼流形就是这种情况。上下索引在坐标系变换下进行反变与协变变换。“关于切向量的纤维坐标”是说，动量{\displaystyle p_{i}}与速度{\displaystyle dq^{i}}“焊接”在一起，表达了速度与动量共线的概念，并相差标量因子。

### 凯勒流形
凯勒流形是具有相容可积复结构的辛流形，构成一类特殊的复流形，复代数几何中有一大类例子。光滑复射影簇{\displaystyle V\subset \mathbb {CP} ^{n}}都有辛形式，是射影空间{\displaystyle \mathbb {CP} ^{n}}上的富比尼–施图迪形式的限制。

### 殆复流形
具有与{\displaystyle \omega }相容的殆复结构的黎曼流形称作殆复流形，推广了凯勒流形，因为其不一定可积。也就是说，它们不一定来自流形上的复结构。

## 拉格朗日及其他子流形
辛流形{\displaystyle (M,\omega )}的子流形有几个自然的几何概念：
- M的辛子流形（可能是任意偶数维）是子流形{\displaystyle S\subset M}，且{\displaystyle \omega |_{S}}是S上的辛形式。
- 迷向子流形是辛形式限制为零的子流形，即切空间都是环境流形切空间的迷向子空间。同样，若子流形的切子空间都是余迷向的（迷向子空间的对偶），则子流形也称作余迷向的。
- 辛流形{\displaystyle (M,\omega )}的拉格朗日子流形是辛形式{\displaystyle \omega }对{\displaystyle L\subset M}的限制为等于零的子流形，即{\displaystyle \omega |_{L}=0,\ {\text{dim }}L={\tfrac {1}{2}}\dim M}。拉格朗日子流形是最大迷向子流形。

辛同胚的图像在积辛流形{\displaystyle (M\times M,\ \omega \times -\omega )}上是拉格朗日子流形。其交显示出光滑流形所不具备的刚性，阿诺德猜想给出了子流形的贝蒂数之和作为光滑拉格朗日子流形自交数的下界，而非光滑情形下的欧拉示性数。

### 例子
令{\displaystyle \mathbb {R} _{{\textbf {x}},{\textbf {y}}}^{2n}}有全局坐标{\displaystyle (x_{1},\dotsc ,x_{n},y_{1},\dotsc ,y_{n})}，则可将{\displaystyle \mathbb {R} _{{\textbf {x}},{\textbf {y}}}^{2n}}赋以规范辛形式
{\displaystyle \omega =\mathrm {d} x_{1}\wedge \mathrm {d} y_{1}+\dotsb +\mathrm {d} x_{n}\wedge \mathrm {d} y_{n}.}
有{\displaystyle \mathbb {R} _{\mathbf {x} }^{n}\to \mathbb {R} _{\mathbf {x} ,\mathbf {y} }^{2n}}给出的标准拉格朗日子流形。形式{\displaystyle \omega }在{\displaystyle \mathbb {R} _{\mathbf {x} }^{n}}为零，因为给定任一对切向量{\displaystyle X=f_{i}({\textbf {x}})\partial _{x_{i}},Y=g_{i}({\textbf {x}})\partial _{x_{i}},}都有{\displaystyle \omega (X,Y)=0.}考虑{\displaystyle n=1}情形，则{\displaystyle X=f(x)\partial _{x},\ Y=g(x)\partial _{x},\ \omega =\mathrm {d} x\wedge \mathrm {d} y}。注意，把它展开时
{\displaystyle \omega (X,Y)=\omega (f(x)\partial _{x},g(x)\partial _{x})={\frac {1}{2}}f(x)g(x)(\mathrm {d} x(\partial _{x})\mathrm {d} y(\partial _{x})-\mathrm {d} y(\partial _{x})\mathrm {d} x(\partial _{x}))}
项都有因子{\displaystyle \mathrm {d} y(\partial _{x})}，由定义等于0。

#### 例子：余切丛
流形的余切丛局部建模在与第一例类似的空间上。可以证明，我们可以粘合这些仿射辛形式，因此该丛形成了辛流形。拉格朗日子流形的一个不太平凡的例子是流形余切丛的零截面。例如，令
{\displaystyle X=\{(x,y)\in \mathbb {R} ^{2}:y^{2}-x=0\}.}
然后可以把{\displaystyle T^{*}X}表为
{\displaystyle T^{*}X=\{(x,y,\mathrm {d} x,\mathrm {d} y)\in \mathbb {R} ^{4}:y^{2}-x=0,2y\mathrm {d} y-\mathrm {d} x=0\}}
其中我们将符号{\displaystyle \mathrm {d} x,\mathrm {d} y}视作{\displaystyle \mathbb {R} ^{4}=T^{*}\mathbb {R} ^{2}}的坐标。可以考虑坐标{\displaystyle \mathrm {d} x=0}、{\displaystyle \mathrm {d} y=0}的子集，从而得到零截面。这个例子可重复用于由光滑函数{\displaystyle f_{1},\dotsc ,f_{k}}及其微分{\displaystyle \mathrm {d} f_{1},\dotsc ,df_{k}}的零轨迹（vanishing locus）定义的流形。

#### 例子：参数子流形
考虑坐标为{\displaystyle (q_{1},\dotsc ,q_{n},p_{1},\dotsc ,p_{n})}的规范空间{\displaystyle \mathbb {R} ^{2n}}。{\displaystyle \mathbb {R} ^{2n}}的参数子流形是由坐标{\displaystyle (u_{1},\dotsc ,u_{n})}参数化的曲面，使
{\displaystyle q_{i}=q_{i}(u_{1},\dotsc ,u_{n})\quad p_{i}=p_{i}(u_{1},\dotsc ,u_{n})}
若拉格朗日括号{\displaystyle [u_{i},\ u_{j}],\ \forall i,\ j}都为零，则是拉格朗日子流形。即，是拉格朗日子流形的等价条件是
{\displaystyle \forall i,\ j,\ [u_{i},\ u_{j}]=\sum _{k}{\frac {\partial q_{k}}{\partial u_{i}}}{\frac {\partial p_{k}}{\partial u_{j}}}-{\frac {\partial p_{k}}{\partial u_{i}}}{\frac {\partial q_{k}}{\partial u_{j}}}=0}
这可以通过在拉格朗日子流形L的条件中展开
{\displaystyle {\frac {\partial }{\partial u_{i}}}={\frac {\partial q_{k}}{\partial u_{i}}}{\frac {\partial }{\partial q_{k}}}+{\frac {\partial p_{k}}{\partial u_{i}}}{\frac {\partial }{\partial p_{k}}}}
来看到。即，辛形式在切流形{\displaystyle TL}（所有切向量）上必须为零：
{\displaystyle \forall i,\ j,\ \omega \left({\frac {\partial }{\partial u_{i}}},{\frac {\partial }{\partial u_{j}}}\right)=0}
利用{\displaystyle \mathbb {R} ^{2n}}上的规范辛形式简化结果：
{\displaystyle \omega \left({\frac {\partial }{\partial q_{k}}},{\frac {\partial }{\partial p_{k}}}\right)=-\omega \left({\frac {\partial }{\partial p_{k}}},{\frac {\partial }{\partial q_{k}}}\right)=1}
而其他的都为零。
由于辛流形上的局部坐标图具有规范形式，此例表明拉格朗日子流形相对来说不受约束。辛流形的分类由弗洛尔同调完成，这是莫尔斯理论在拉格朗日子流形间的映射的作用泛函中的应用。物理学中，作用量描述了物理系统的时间演化；这里，它可视作对膜动力的描述。

#### 例子：莫尔斯理论
另一类有用的拉格朗日子流形出现于莫尔斯理论。给定莫尔斯函数{\displaystyle f:M\to \mathbb {R} }，且对足够小的{\displaystyle \varepsilon }，可以构造拉格朗日子流形，其由零轨迹{\displaystyle \mathbb {V} (\varepsilon \cdot \mathrm {d} f)\subset T^{*}M}给出。对一般莫尔斯函数，有拉格朗日交，由{\displaystyle M\cap \mathbb {V} (\varepsilon \cdot \mathrm {d} f)={\text{Crit}}(f)}给出。

### 特殊拉格朗日子流形
凯勒流形或卡拉比-丘流形的情形下，可以在M上选择{\displaystyle \Omega =\Omega _{1}+\mathrm {i} \Omega _{2}}作为全纯n形式，其中{\displaystyle \Omega _{1}}是实部，{\displaystyle \Omega _{2}}是虚部。若对拉格朗日子流形L的{\displaystyle \Omega _{2}}为零，则L是特殊的。也就是说，限制在L上实部{\displaystyle \Omega _{1}}的条件引导了L上的体积形式。以下例子称作特殊拉格朗日子流形：
1. 超凯勒流形的复拉格朗日子流形
2. 卡拉比-丘流形的实结构的定点

SYZ猜想涉及镜像对称中特殊拉格朗日子流形的研究，见(Hitchin 1999)。
托马斯-丘猜想预言，在拉格朗日量的哈密顿迷向类中的卡拉比-丘流形上存在特殊拉格朗日子流形，这等价于流形的深谷范畴上的布里奇兰稳定性条件。

## 拉格朗日纤维

### 线性辛流形
有一个标准“局部”模型，也就是{\displaystyle \mathbb {R} ^{2n}}，其中{\displaystyle \forall i=0,\ldots ,\ n-1,\ j,\ k=0,\ldots ,\ 2n-1(k\neq j+n,\ j\neq k+n),\ \omega _{i,\ n+i}=1;\ \omega _{n+i,\ i}=-1;\ \omega _{j,\ k}=0}。这是一个线性辛空间的例子。参看辛向量空间。一个称为达布定理的命题表明局部来看每个辛流形都和这个简单的辛流形相似。

### 拉格朗日纤维
辛流形M的拉格朗日纤维是指所有纤维都是拉格朗日子流形的纤维。由于M是偶数维，所以可取局部坐标{\displaystyle (p_{1},\ \ldots ,\ p_{n},\ q^{1},\ \ldots ,\ q^{n})}，由达布定理，辛形式ω（至少局部地）可以写成{\displaystyle \omega =\sum {\rm {d}}p_{k}\wedge {\rm {d}}q^{k}}，其中d表示外微分，∧表示外积。这种形式称作庞加莱2形式或规范2形式。利用这种设置，我们可以局部地将M看成余切丛{\displaystyle T^{*}\mathbb {R} ^{n}}，拉格朗日纤维则是平凡纤维{\displaystyle \pi :T^{*}\mathbb {R} ^{n}\to \mathbb {R} ^{n}.}这便是规范图像。

## 拉格朗日映射

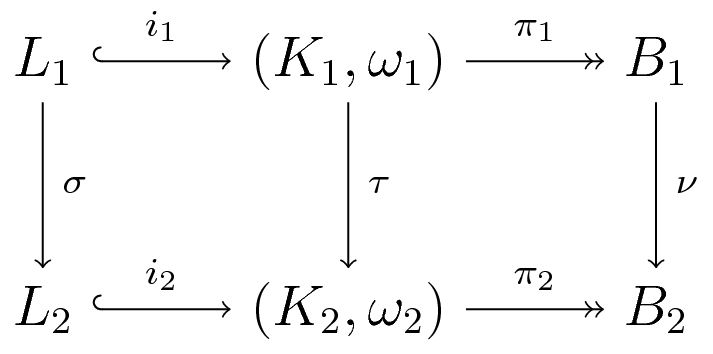

令L为辛流形{\displaystyle (K,\ \omega )}的由浸入{\displaystyle i:\ L\hookrightarrow K}（i是拉格朗日浸入）给出的拉格朗日子流形。令{\displaystyle \pi :\ K\twoheadrightarrow B}给出K的一个拉格朗日纤维，则{\displaystyle (\pi \circ i):\ L\hookrightarrow K\twoheadrightarrow B}是拉格朗日映射。{\displaystyle \pi \circ i}的临界值集称作焦散线。
两拉格朗日映射{\displaystyle (\pi _{1}\circ i_{1}):\ L_{1}\hookrightarrow K_{1}\twoheadrightarrow B_{1},\ (\pi _{2}\circ i_{2}):\ L_{2}\hookrightarrow K_{2}\twoheadrightarrow B_{2}}，若有微分同胚{\displaystyle \sigma ,\ \tau ,\ nu}使两式右图交换、τ保留辛形式，则称它们拉格朗日等价。用符号表示：
{\displaystyle \tau \circ i_{1}=i_{2}\circ \sigma ,\ \nu \circ \pi _{1}=\pi _{2}\circ \tau ,\ \tau ^{*}\omega _{2}=\omega _{1}\,,}
其中{\displaystyle \tau ^{*}\omega _{2}}表示{\displaystyle \omega _{2}}对τ的拉回。

## 特例与推广
- 辛流形{\displaystyle (M,\omega )}的辛形式{\displaystyle \omega }若是正合的，则辛流形也是正合（exact）的。例如，光滑流形的余切丛是正合辛流形。规范辛形式也正合。
- 切丛具有殆复结构的意义上，赋予跟辛形式相容的度量的辛流形是殆凯勒流形，但不一定可积。
- 辛流形是泊松流形的特例。
- 度数为k的多辛流形（multisymplectic manifold）是具备闭非退化k形式的流形。[5]
- 聚辛流形（polysymplectic manifold）是具有聚辛切值{\displaystyle (n+2)}形式的勒让德丛，用于哈密顿场论。[6]

## 切触流形
和辛流形紧密相关的有一个奇数维流形，称为切触流形。每个2n+1维切触流形{\displaystyle (M,\ \alpha )}给出一个2n+2维辛流形{\displaystyle (M\times \mathbb {R} ,\ {\rm {d}}(e^{t}\alpha )).}

## 脚注
1. ↑  Webster, Ben. . 2012-01-09  [2023-12-25]. （原始内容存档于2023-04-05）.
2. ↑  Cohn, Henry. .   [2023-12-25]. （原始内容存档于2023-05-20）.
3. 1 2  de Gosson, Maurice. . Basel: Birkhäuser Verlag. 2006: 10. ISBN 3-7643-7574-4.
4. 1 2 3  Arnold, V. I.; Varchenko, A. N.; Gusein-Zade, S. M. . Birkhäuser. 1985. ISBN 0-8176-3187-9.
5. ↑  Cantrijn, F.; Ibort, L. A.; de León, M. . J. Austral. Math. Soc. Ser. A. 1999, 66 (3): 303–330. doi:10.1017/S1446788700036636 .
6. ↑  Giachetta, G.; Mangiarotti, L.; Sardanashvily, G. . Journal of Physics. 1999, A32 (38): 6629–6642. Bibcode:1999JPhA...32.6629G. S2CID 204899025. arXiv:hep-th/9904062 . doi:10.1088/0305-4470/32/38/302.

## 阅读更多
- Dunin-Barkowski, Petr. . 2022. arXiv:2206.14792  [math-ph].
- . Stack Exchange. December 17, 2014.
- Lumist, Ü., , Hazewinkel, Michiel  (编), , Springer, 2001, ISBN 978-1-55608-010-4
- Sardanashvily, G. . Lectures for Theoreticians. 2009. arXiv:0908.1886 .
- McDuff, D.  (PDF). Notices of the AMS. November 1998  [2023-12-25]. （原始内容存档 (PDF)于2023-01-28）.
- Hitchin, Nigel. . 1999. arXiv:math/9907034 .